# 舊柳巴爾
49°55′17″N 27°44′21″E / 49.92139°N 27.73917°E
舊柳巴爾（烏克蘭語：Старий Любар）是烏克蘭北部的村莊，隸屬日托米爾州的日托米爾區。該村始建於1923年，面積21.44平方公里，海拔高度238米，2001年人口1,658，人口密度每平方公里77.32人。